# Quận Webster, Mississippi
Quận Webster là một quận thuộc tiểu bang Mississippi, Hoa Kỳ.
Quận này được đặt tên theo chính khách Daniel Webster. Theo điều tra dân số của Cục điều tra dân số Hoa Kỳ năm 2000, quận có dân số người. Quận lỵ đóng ở Walthall6.

## Địa lý
Theo Cục điều tra dân số Hoa Kỳ, quận có diện tích 1096 km2, trong đó có 2 km2 là diện tích mặt nước.

### Các xa lộ chính
- U.S. Highway 82
- Mississippi Highway 9
- Mississippi Highway 15
- Mississippi Highway 46
- Mississippi Highway 50
- Natchez Trace Parkway

### Quận giáp ranh
- Quận Calhoun (bắc)
- Quận Chickasaw (đông bắc)
- Quận Clay (đông)
- Quận Oktibbeha (đông nam)
- Quận Choctaw (nam)
- Quận Montgomery (tây)
- Quận Grenada (tây bắc)